# Epizoanthus arenaceus
Epizoanthus arenaceus är en korallart som beskrevs av Delle Chiaje 1823. Epizoanthus arenaceus ingår i släktet Epizoanthus och familjen Epizoanthidae. Inga underarter finns listade i Catalogue of Life.

## Bildgalleri

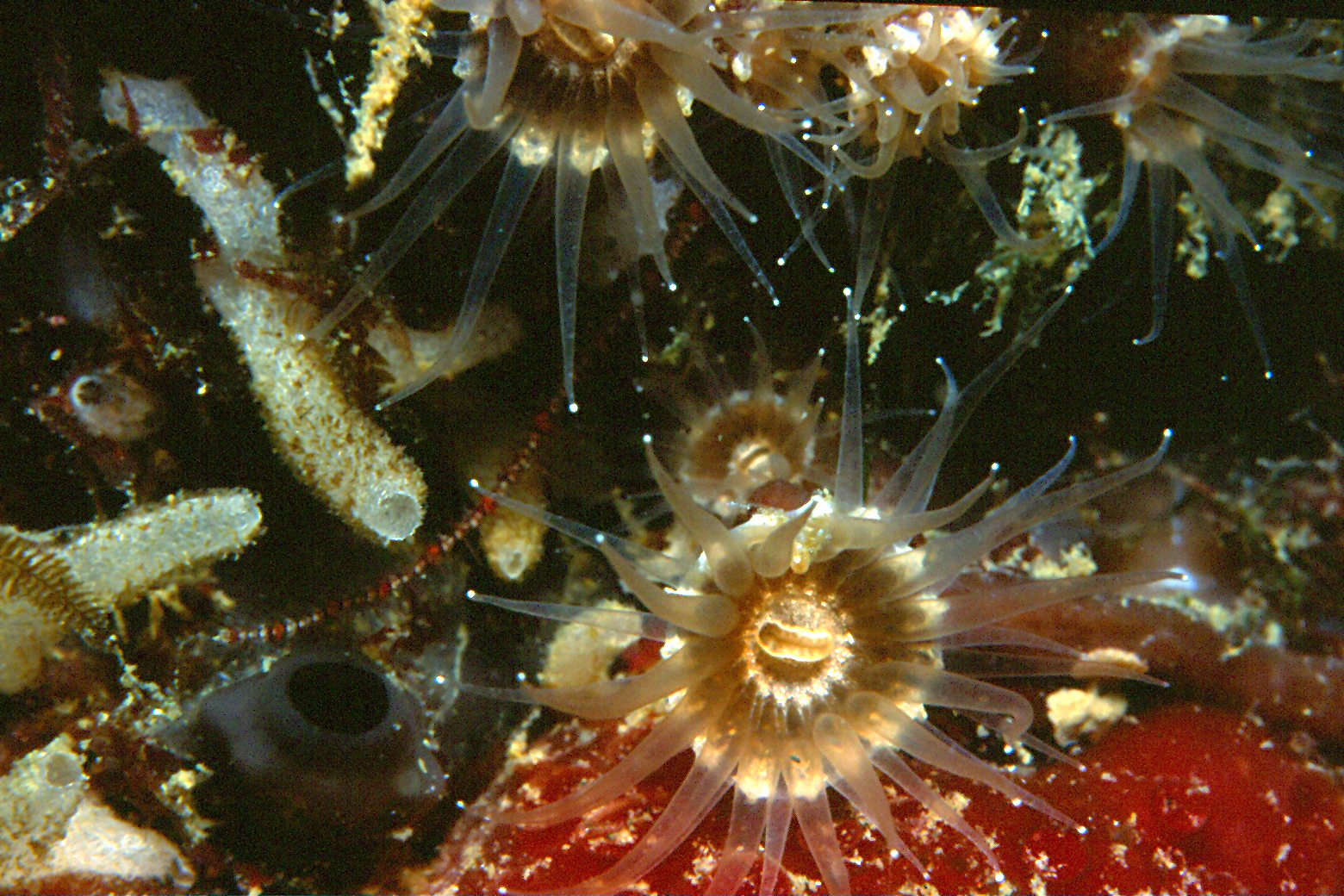
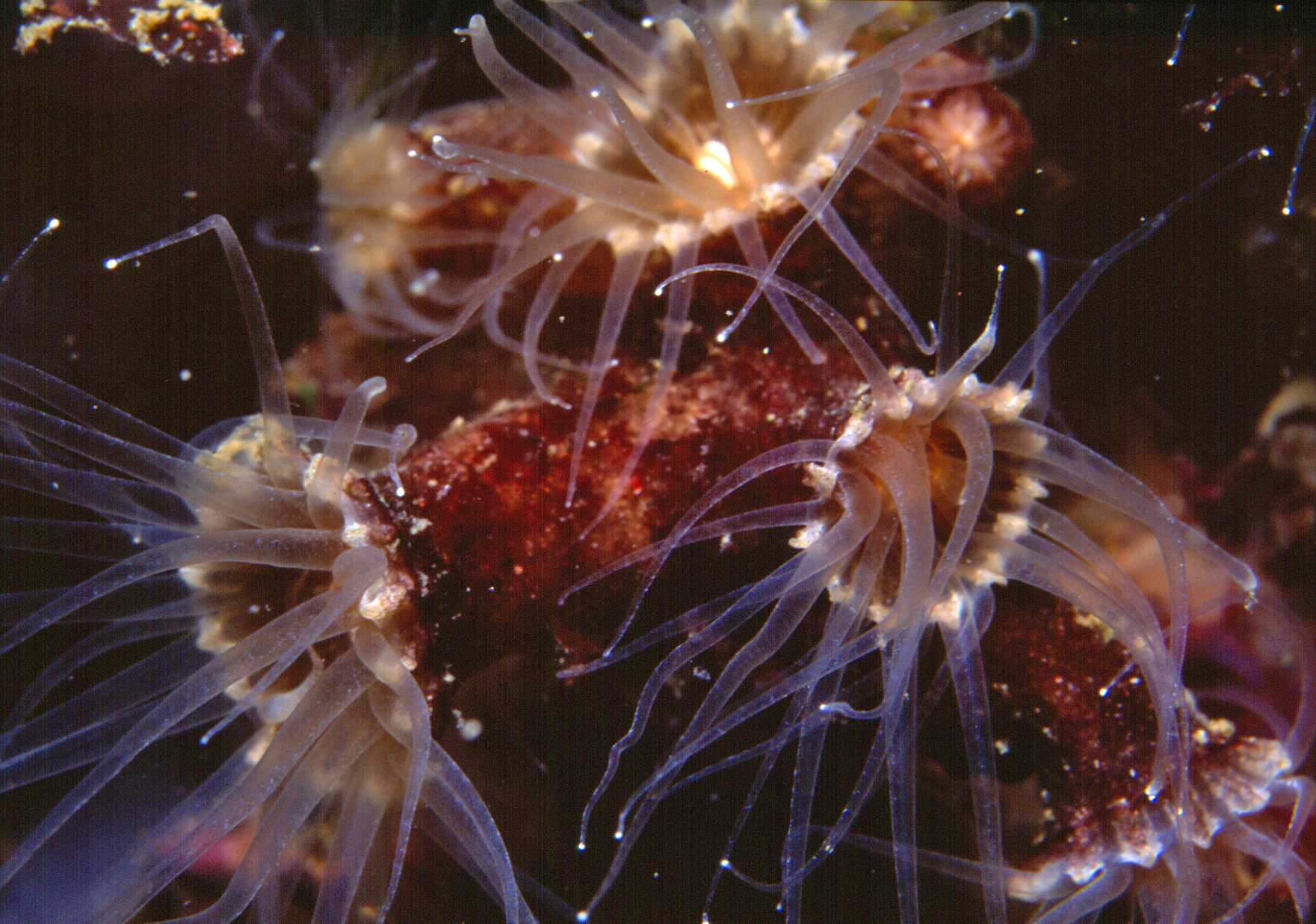
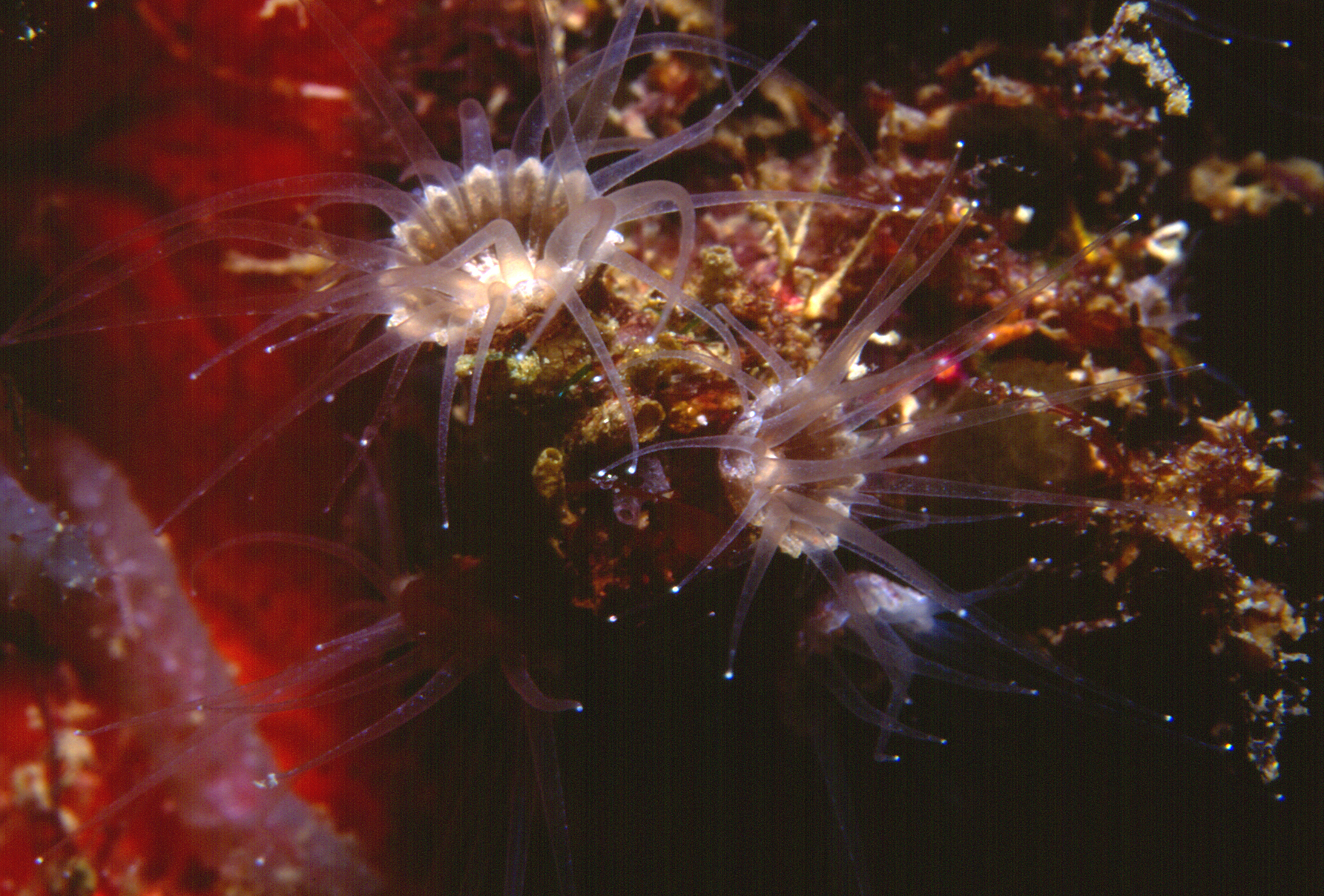